# 274835 Aachen
274835 Aachen è un asteroide della fascia principale. Scoperto nel 2009, presenta un'orbita caratterizzata da un semiasse maggiore pari a 2,3272118 au e da un'eccentricità di 0,1412847, inclinata di 4,65558° rispetto all'eclittica.
L'asteroide è dedicato alla città tedesca di Aquisgrana, tramite il suo endonimo.